# Somono

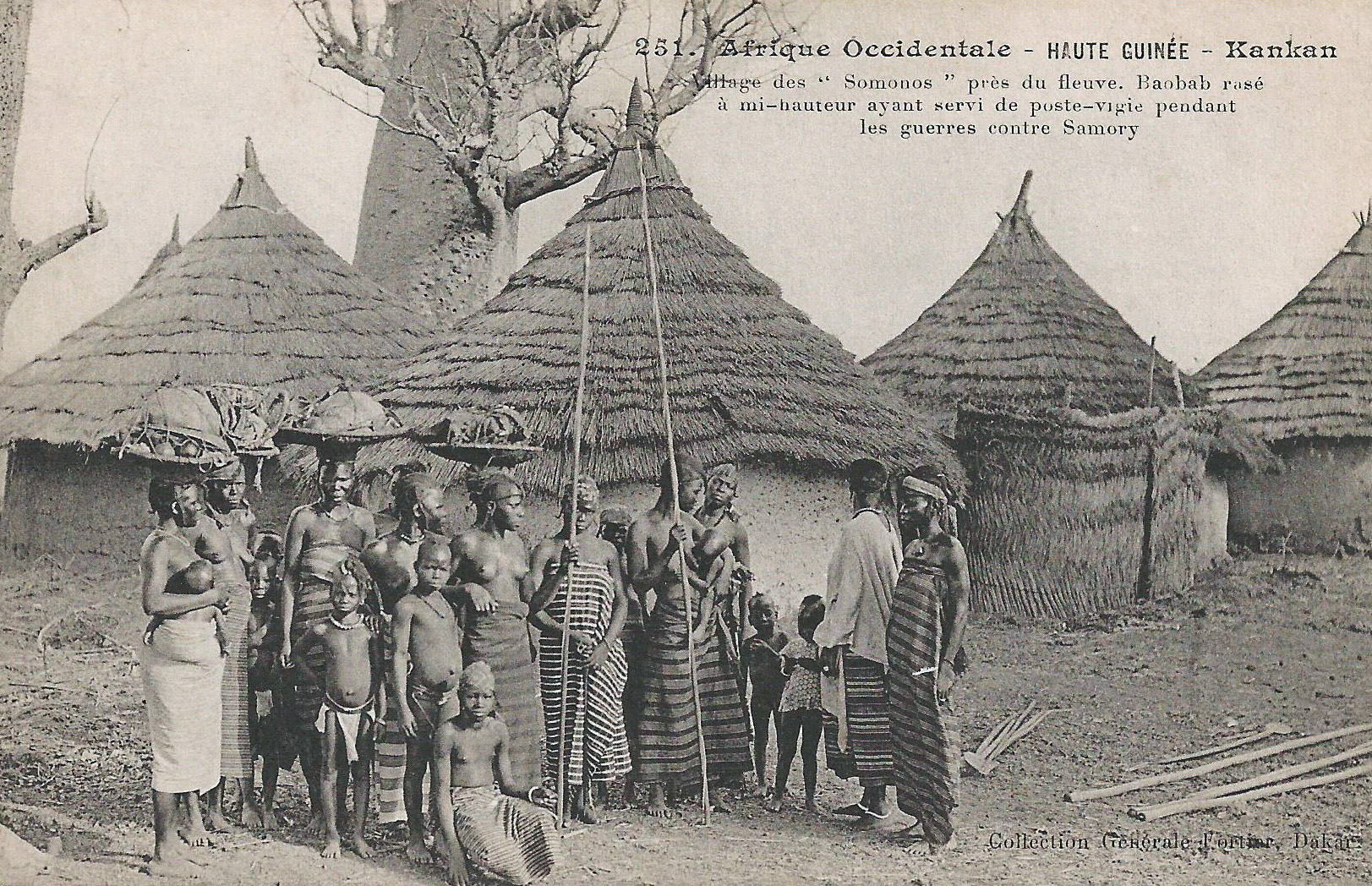
Village somono près du fleuve (Kankan, Guinée.)

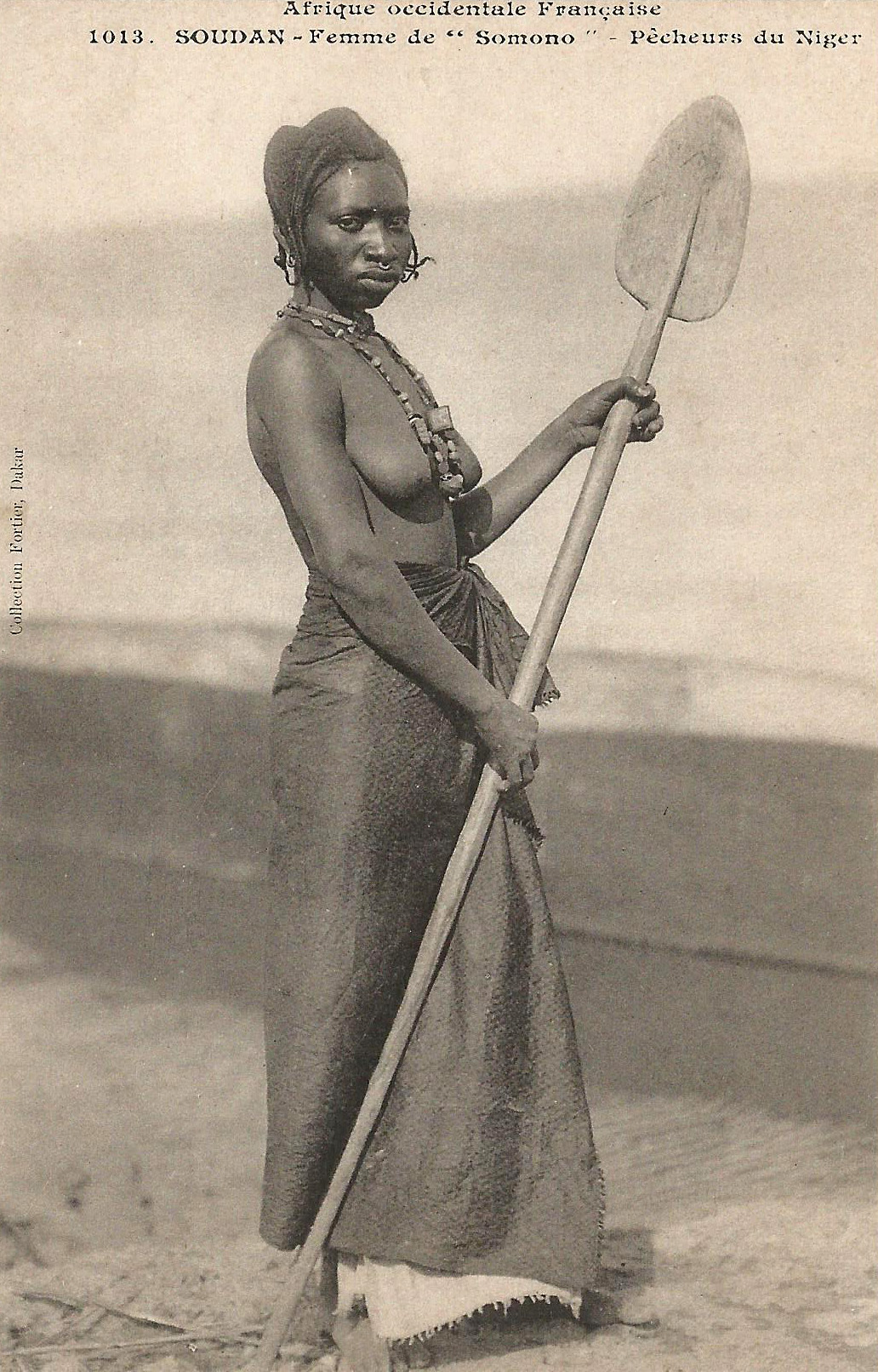
Femme somono sur les bords du Niger (phot. Fortier).

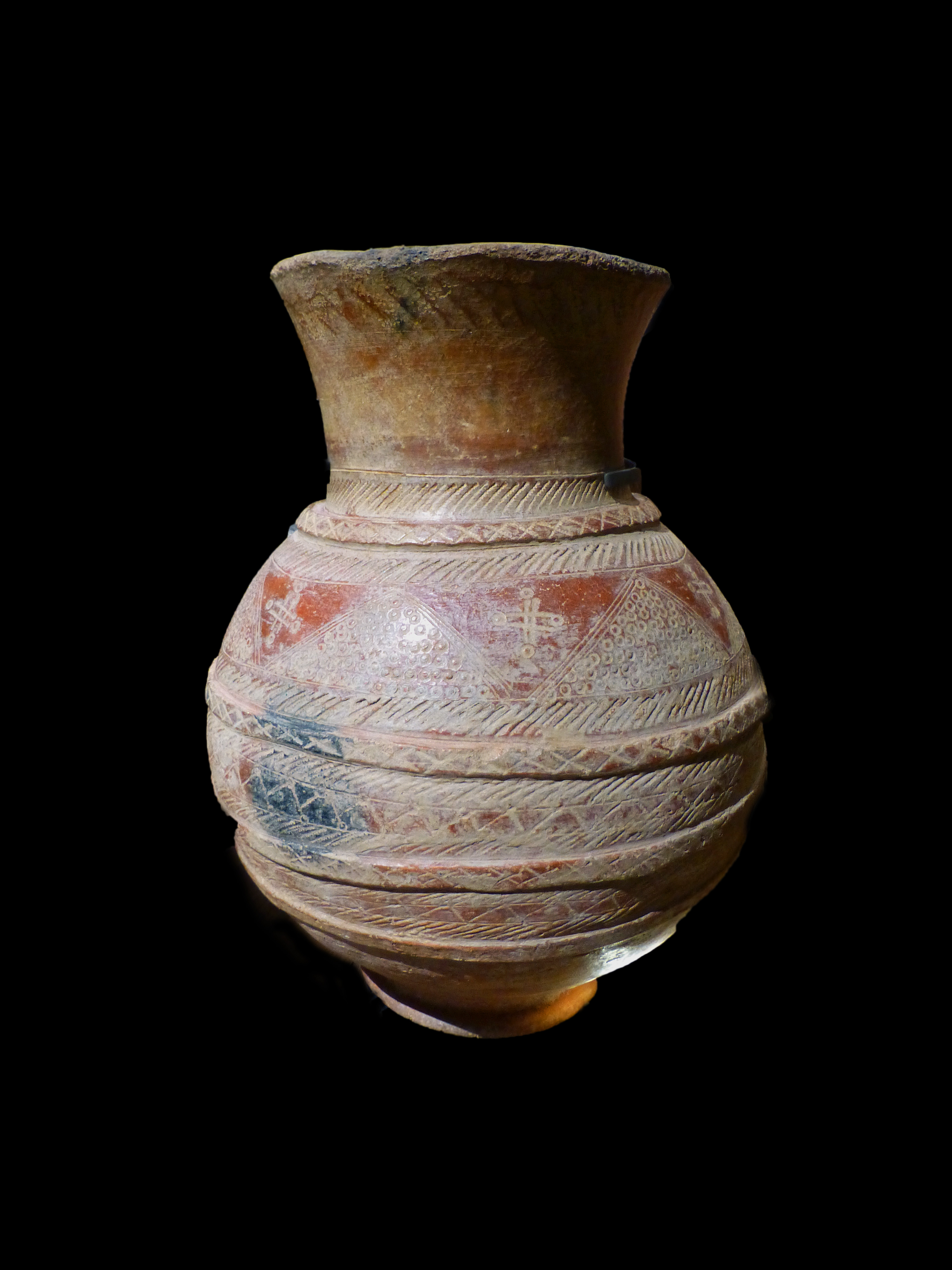
Jarre bozo-somono (musée des Confluences).

Les Somonos sont un groupe de quelques dizaines de milliers de pêcheurs vivant autour du fleuve Niger au Mali. Ce sont des Bambaras. Ils en ont la plupart des coutumes.

## Histoire
Biton Coulibaly leur confia une flotte de guerre pour étendre son royaume au XVIIIe siècle.
Ils sont conquis par les Toucouleurs d'El Hadj Oumarau XIXe siècle.
Étendus en principe de Bamako à Dioro, quelques-uns se sédentarisèrent à Conakry au début du XXe siècle. 

## Langue
Leur langue, du même nom, est un dialecte du bambara.

## Culture
Les Somono partagent la plupart des coutumes des Bambaras.

### Artisanat
Très habiles en poterie et en construction de pirogues, les Somono maîtrisent aussi traditionnellement le travail du fer, qui les rend indispensables auprès des Bozos.
Les Somono ont contribué à l'introduction de la technique du filet dérivant en Casamance.

### Religions
Les Somono ont adopté les règles coraniques, à la suite de leur conquête par les Toucouleurs d'El Hadj Oumar.